# Dreiband-Europameisterschaft der Damen 2005
Die Dreiband-Europameisterschaft der Damen 2005 war das 1. Turnier in dieser Disziplin des Karambolagebillards und fand vom 24. bis zum 27. März 2005 in Manisa statt. Die Meisterschaft zählte zur Saison 2004/05.

Logo CEB (ausrichtender Verband)

## Geschichte
Ungeschlagen wurde die Niederländerin Therese Klompenhouwer erste Europameisterin im Dreiband. Im Finale siegte sie gegen Gerrie Geelen mit 3:1 Sätzen. Platz drei belegten Gülşen Degener und Danielle le Bruijn.

## Modus
Gespielt wurde eine Vorrunde im Satzsystem à zwei Gewinnsätze mit vier 4er-Gruppen im Round-Robin-Modus mit Nachstoß. Die Satzdistanz betrug 15 Punkte oder 30 Aufnahmen. Die zwei Gruppenbesten je Gruppe kamen in die Zwischenrunde. Ab jetzt wurde ohne Nachstoß gespielt. Danach folgte eine Knock-out-Runde. Platz drei wurde nicht ausgespielt.
Platzierung in den Tabellen bei Punktgleichheit:
1. GD = Generaldurchschnitt
2. HS = Höchstserie

## Vorrunde
| Abschlusstabelle Gruppe A | Abschlusstabelle Gruppe A | Abschlusstabelle Gruppe A | Abschlusstabelle Gruppe A | Abschlusstabelle Gruppe A | Abschlusstabelle Gruppe A | Abschlusstabelle Gruppe A | Abschlusstabelle Gruppe A | Abschlusstabelle Gruppe A | Abschlusstabelle Gruppe A |
| Platz                     | Name                      | MP                        | SP                        | Pkte                      | Aufn.                     | GD                        | BED                       | BSD                       | HS                        |
| ------------------------- | ------------------------- | ------------------------- | ------------------------- | ------------------------- | ------------------------- | ------------------------- | ------------------------- | ------------------------- | ------------------------- |
| 1                         | Gerrie Geelen             | 6:0                       | 6:2                       | 109                       | 197                       | 0,553                     | 0,789                     | 0,937                     | 4                         |
| 2                         | Helga Mitterböck          | 2:4                       | 3:3                       | 78                        | 229                       | 0,340                     | 0,433                     | 0,500                     | 3                         |
| 3                         | Irena Michalkova          | 2:4                       | 3:4                       | 85                        | 198                       | 0,429                     | 0,450                     | 0,500                     | 5                         |
| 4                         | Gülhan Günal              | 2:4                       | 1:4                       | 49                        | 187                       | 0,262                     | 0,322                     | 0,300                     | 3                         |

| Abschlusstabelle Gruppe B | Abschlusstabelle Gruppe B | Abschlusstabelle Gruppe B | Abschlusstabelle Gruppe B | Abschlusstabelle Gruppe B | Abschlusstabelle Gruppe B | Abschlusstabelle Gruppe B | Abschlusstabelle Gruppe B | Abschlusstabelle Gruppe B | Abschlusstabelle Gruppe B |
| Platz                     | Name                      | MP                        | SP                        | Pkte                      | Aufn.                     | GD                        | BED                       | BSD                       | HS                        |
| ------------------------- | ------------------------- | ------------------------- | ------------------------- | ------------------------- | ------------------------- | ------------------------- | ------------------------- | ------------------------- | ------------------------- |
| 1                         | Therese Klompenhouwer     | 6:0                       | 6:2                       | 115                       | 176                       | 0,653                     | 0,857                     | 1,153                     | 5                         |
| 2                         | Danielle le Bruijn        | 4:2                       | 5:2                       | 95                        | 150                       | 0,633                     | 0,731                     | 1,000                     | 5                         |
| 3                         | Michele Nielsen           | 2:4                       | 3:4                       | 64                        | 186                       | 0,344                     | 0,389                     | 0,535                     | 3                         |
| 4                         | Elisabeth Grabner         | 0:6                       | 0:6                       | 41                        | 150                       | 0,273                     | -                         | -                         | 3                         |

| Abschlusstabelle Gruppe C | Abschlusstabelle Gruppe C | Abschlusstabelle Gruppe C | Abschlusstabelle Gruppe C | Abschlusstabelle Gruppe C | Abschlusstabelle Gruppe C | Abschlusstabelle Gruppe C | Abschlusstabelle Gruppe C | Abschlusstabelle Gruppe C | Abschlusstabelle Gruppe C |
| Platz                     | Name                      | MP                        | SP                        | Pkte                      | Aufn.                     | GD                        | BED                       | BSD                       | HS                        |
| ------------------------- | ------------------------- | ------------------------- | ------------------------- | ------------------------- | ------------------------- | ------------------------- | ------------------------- | ------------------------- | ------------------------- |
| 1                         | Yenny Holm                | 5:1                       | 5:1                       | 88                        | 197                       | 0,446                     | 0,535                     | 0,714                     | 5                         |
| 2                         | Sevda Karabulut           | 4:2                       | 4:2                       | 63                        | 174                       | 0,362                     | 0,406                     | 0,517                     | 4                         |
| 3                         | Ingrid Engelbrecht        | 3:3                       | 3:3                       | 65                        | 210                       | 0,309                     | 0,366                     | 0,433                     | 3                         |
| 4                         | Marta Serramitjana        | 0:6                       | 0:6                       | 53                        | 170                       | 0,311                     | -                         | -                         | 3                         |

| Abschlusstabelle Gruppe D | Abschlusstabelle Gruppe D | Abschlusstabelle Gruppe D | Abschlusstabelle Gruppe D | Abschlusstabelle Gruppe D | Abschlusstabelle Gruppe D | Abschlusstabelle Gruppe D | Abschlusstabelle Gruppe D | Abschlusstabelle Gruppe D | Abschlusstabelle Gruppe D |
| Platz                     | Name                      | MP                        | SP                        | Pkte                      | Aufn.                     | GD                        | BED                       | BSD                       | HS                        |
| ------------------------- | ------------------------- | ------------------------- | ------------------------- | ------------------------- | ------------------------- | ------------------------- | ------------------------- | ------------------------- | ------------------------- |
| 1                         | Gülşen Degener            | 6:0                       | 6:1                       | 97                        | 167                       | 0,580                     | 0,769                     | 1,153                     | 6                         |
| 2                         | Diane Wild                | 2:4                       | 3:4                       | 68                        | 168                       | 0,404                     | 0,681                     | 1,071                     | 5                         |
| 3                         | Michaela Esser            | 2:4                       | 3:4                       | 71                        | 187                       | 0,379                     | 0,383                     | 0,383                     | 3                         |
| 4                         | Maggy Bley                | 2:4                       | 2:5                       | 69                        | 191                       | 0,361                     | 0,488                     | 0,535                     | 7                         |

## Zwischenrunde
| Abschlusstabelle Gruppe E | Abschlusstabelle Gruppe E | Abschlusstabelle Gruppe E | Abschlusstabelle Gruppe E | Abschlusstabelle Gruppe E | Abschlusstabelle Gruppe E | Abschlusstabelle Gruppe E | Abschlusstabelle Gruppe E | Abschlusstabelle Gruppe E | Abschlusstabelle Gruppe E |
| Platz                     | Name                      | MP                        | SP                        | Pkte                      | Aufn.                     | GD                        | BED                       | BSD                       | HS                        |
| ------------------------- | ------------------------- | ------------------------- | ------------------------- | ------------------------- | ------------------------- | ------------------------- | ------------------------- | ------------------------- | ------------------------- |
| 1                         | Gülşen Degener            | 6:0                       | 6:1                       | 98                        | 153                       | 0,640                     | 1,500                     | 2,142                     | 5                         |
| 2                         | Danielle le Bruijn        | 4:2                       | 4:3                       | 92                        | 190                       | 0,484                     | 0,566                     | 0,576                     | 4                         |
| 3                         | Yenny Holm                | 2:4                       | 3:4                       | 67                        | 162                       | 0,413                     | 0,500                     | 0,625                     | 3                         |
| 4                         | Diane Wild                | 0:6                       | 1:6                       | 80                        | 189                       | 0,423                     | -                         | 0,468                     | 4                         |

| Abschlusstabelle Gruppe F | Abschlusstabelle Gruppe F | Abschlusstabelle Gruppe F | Abschlusstabelle Gruppe F | Abschlusstabelle Gruppe F | Abschlusstabelle Gruppe F | Abschlusstabelle Gruppe F | Abschlusstabelle Gruppe F | Abschlusstabelle Gruppe F | Abschlusstabelle Gruppe F |
| Platz                     | Name                      | MP                        | SP                        | Pkte                      | Aufn.                     | GD                        | BED                       | BSD                       | HS                        |
| ------------------------- | ------------------------- | ------------------------- | ------------------------- | ------------------------- | ------------------------- | ------------------------- | ------------------------- | ------------------------- | ------------------------- |
| 1                         | Therese Klompenhouwer     | 6:0                       | 6:1                       | 98                        | 143                       | 0,685                     | 0,789                     | 1,000                     | 9                         |
| 2                         | Gerrie Geelen             | 2:4                       | 4:4                       | 94                        | 195                       | 0,482                     | 0,612                     | 0,750                     | 6                         |
| 3                         | Sevda Karabulut           | 2:4                       | 3:5                       | 81                        | 205                       | 0,395                     | 0,476                     | 0,714                     | 3                         |
| 4                         | Helga Mitterböck          | 2:4                       | 2:5                       | 78                        | 173                       | 0,450                     | 0,505                     | 1,071                     | 4                         |

## Finalrunde
|  | Halbfinale            | Halbfinale | Halbfinale | Halbfinale | Halbfinale | Halbfinale |               |                       | Finale | Finale | Finale | Finale | Finale | Finale |
|  |                       |            |            |            |            |            |               |                       |        |        |        |        |        |        |
|  |                       | SP         | Pkte       | Aufn.      | ED         | HS         |               |                       |        |        |        |        |        |        |
|  |                       | SP         | Pkte       | Aufn.      | ED         | HS         |               |                       |        |        |        |        |        |        |
|  | Gülşen Degener        | 1          | 40         | 92         | 0,434      | 3          |               |                       |        |        |        |        |        |        |
|  | Gülşen Degener        | 1          | 40         | 92         | 0,434      | 3          |               | SP                    | Pkte   | Aufn.  | ED     | HS     |        |        |
|  | Gerrie Geelen         | 3          | 58         | 93         | 0,623      | 3          |               | SP                    | Pkte   | Aufn.  | ED     | HS     |        |        |
|  | Gerrie Geelen         | 3          | 58         | 93         | 0,623      | 3          | Gerrie Geelen | 1                     | 36     | 63     | 0,571  | 5      |        |        |
|  |                       | SP         | Pkte       | Aufn.      | ED         | HS         | Gerrie Geelen | 1                     | 36     | 63     | 0,571  | 5      |        |        |
|  |                       | SP         | Pkte       | Aufn.      | ED         | HS         |               | Therese Klompenhouwer | 3      | 59     | 64     | 0,921  | 5      |        |
|  | Therese Klompenhouwer | 3          | 45         | 45         | 1,000      | 5          |               | Therese Klompenhouwer | 3      | 59     | 64     | 0,921  | 5      |        |
|  | Therese Klompenhouwer | 3          | 45         | 45         | 1,000      | 5          |               |                       |        |        |        |        |        |        |
|  | Danielle le Bruijn    | 0          | 19         | 43         | 0,441      | 3          |               |                       |        |        |        |        |        |        |
|  | Danielle le Bruijn    | 0          | 19         | 43         | 0,441      | 3          |               |                       |        |        |        |        |        |        |

## Endergebnis
| MP    | Match Points (Sieger = 2; Unentschieden = 1; Verlierer = 0) |
| Pkte. | Erzielte Karambolagen                                       |
| Aufn. | Benötigte Versuche                                          |
| GD    | Generaldurchschnitt                                         |
| BED   | Bester Einzeldurchschnitt eines Spielers                    |
| HS    | Höchstserie                                                 |
|       | Bester GD des Turniers                                      |
|       | Bester ED des Turniers                                      |
|       | Beste HS des Turniers                                       |
|       | 1. Platz (Gold)                                             |
|       | 2. Platz (Silber)                                           |
|       | 3. Platz (Bronze)                                           |

| Endklassement              | Endklassement | Endklassement         | Endklassement | Endklassement | Endklassement | Endklassement | Endklassement | Endklassement | Endklassement | Endklassement |
| Phase                      | Platz         | Name                  | MP            | SP            | Pkt.          | Aufn.         | GD            | BED           | BSD           | HS            |
| -------------------------- | ------------- | --------------------- | ------------- | ------------- | ------------- | ------------- | ------------- | ------------- | ------------- | ------------- |
| Finale                     | 1             | Therese Klompenhouwer | 16:0          | 36:8          | 317           | 428           | 0,740         | 1,000         | 1,500         | 9             |
| Finale                     | 2             | Gerrie Geelen         | 10:6          | 28:20         | 297           | 548           | 0,541         | 0,789         | 0,937         | 6             |
| Halb- finale               | 3             | Gülşen Degener        | 12:2          | 26:10         | 235           | 412           | 0,570         | 1,500         | 2,142         | 6             |
| Halb- finale               | 3             | Danielle le Bruijn    | 8:6           | 18:16         | 206           | 383           | 0,537         | 0,731         | 1,000         | 5             |
| Zwischen- runde            | 5             | Yenny Holm            | 7:5           | 17:11         | 155           | 359           | 0,431         | 0,535         | 0,714         | 5             |
| Zwischen- runde            | 6             | Sevda Karabulut       | 6:6           | 14:14         | 144           | 379           | 0,379         | 0,476         | 0,714         | 4             |
| Zwischen- runde            | 7             | Helga Mitterböck      | 4:8           | 12:18         | 156           | 402           | 0,388         | 0,505         | 1,071         | 4             |
| Zwischen- runde            | 8             | Diane Wild            | 2:10          | 8:20          | 148           | 357           | 0,414         | 0,681         | 1,071         | 5             |
| Gruppen- phase             | 9             | Ingrid Engelbrecht    | 3:3           | 3:3           | 65            | 210           | 0,309         | 0,366         | 0,433         | 3             |
| Gruppen- phase             | 10            | Irena Michalkova      | 2:4           | 3:4           | 85            | 198           | 0,429         | 0,450         | 0,500         | 5             |
| Gruppen- phase             | 11            | Michaela Esser        | 2:4           | 3:4           | 71            | 187           | 0,379         | 0,383         | 0,383         | 3             |
| Gruppen- phase             | 12            | Michele Nielsen       | 2:4           | 3:4           | 64            | 186           | 0,344         | 0,389         | 0,535         | 3             |
| Gruppen- phase             | 13            | Maggy Bley            | 2:4           | 2:5           | 69            | 191           | 0,361         | 0,488         | 0,535         | 7             |
| Gruppen- phase             | 14            | Gülhan Günal          | 2:4           | 1:4           | 49            | 187           | 0,262         | 0,322         | 0,300         | 3             |
| Gruppen- phase             | 15            | Marta Serramitjana    | 0:6           | 0:6           | 53            | 170           | 0,311         | -             | -             | 3             |
| Gruppen- phase             | 16            | Elisabeth Grabner     | 0:6           | 0:6           | 41            | 150           | 0,273         | -             | -             | 3             |
| Turnierdurchschnitt: 0,453 |               |                       |               |               |               |               |               |               |               |               |